# 462 (tal)
462 är det naturliga talet som följer 461 och som följs av 463.

## Inom vetenskapen
- 462 Eriphyla, en asteroid.

## Inom matematiken
- 462 är ett jämnt tal.
- 462 är ett sammansatt tal.
- 462 är ett praktiskt tal.
- 462 är ett rektangeltal.